# Patti LaBelle
Patricia Louise Holt Edwards (* 24. května 1944 Filadelfie, Pensylvánie), známější pod uměleckým jménem Patti LaBelle, je americká zpěvačka, skladatelka a herečka, která je známá svým vokálním rozsahem. Přezdívá se jí The Godmother of Soul (Kmotra soulu). Šestnáct let působila jako hlavní zpěvačka v Patti LaBelle and the Bluebelles, kteří se přejmenovali v roce 1970 na Labelle a v roce 1974 vydali disco hit „Lady Marmalade“.
LaBelle začala svou sólovou kariéru krátce po rozpadu skupiny v roce 1977. Přijala prvky popu a později nazpívala hity jako „On My Own“ (Patti LaBelle a Michael McDonald), „If Only You Knew“, „If You Asked Me To“, „Stir It Up“, „New Attitude“, „Somebody Loves You Baby“ a mnoho dalších. Také nahrála R&B balady jako „You Are My Friend a Love“, „Need and Want You“ a další. Je držitelkou 2 cen Grammy, 11 nominací na Grammy a řady jiných cen a nominací (mj. i nominace na Emmy). V posledních letech je uváděna do různých síní slávy.

## Životopis

### Raná léta
Patricia Louise Holt se narodila v Filadelfii v Pensylvánii 24. května, 1944. Její otec Henry Holte byl dělník a barový zpěvák. Její matka Bertha Holte byla v domácnosti. Byla jednou ze čtyř dcer (Vivian, Barbara, Patricia a Jacqueline).
I přes její plachost, zapříčiněnou sexuálním zneužitím v sedmi letech, byla už jako dítě známá svým hlasem. Už v 10 letech vystupovala v kostelním sboru. V roce 1958 vytvořila se svými třemi kamarády skupinu The Ordettes. V následujícím roce se skupina rozpadla a přidaly se k ní zpěvačky Nona Hendryx, Sarah Dash a Cindy Birdsong.

### Počátky kariéry
Hned v počátku kariéry vytvořila skupina Patti LaBelle and the Bluebelles písničku „I Sold My Heart to the Junkman“, ale jejich píseň byla bez jejich vědomí nazpívána jinou skupinou a v následném soudním řízení vysoudila každá z nich 5000 dolarů. Písnička se stala hitem, ale ne pod jejich jménem. Skupina se tak živila různými koncerty a vystupováním v divadle Apollo v New Yorku.
V roce 1963 kvůli problémům s názvem skupiny Patti Edwards Holte přijala jméno Patti LaBelle a skupina se tak přejmenovala. Rok poté změnila nahrávací společnost a vytvořila několik písniček, jež se dostaly do tehdejších TOP 40. Jejich první studiové album vyšlo v roce 1966 s názvem Somewhere Over the Rainbow. Albu se ovšem nedařilo tak, jak se čekalo. I přes další (druhé) album se skupině nedařilo. V polovině turné druhé desky skupinu náhle opustila Cindy Birdsong a skupina tak pokračovala ve trojici. Převzal ji jiný manažer a skupina se přesunula z USA do Londýna.

### Labelle
V roce 1970 se skupina vrátila do USA a změnila si jméno na Labelle a podepsala smlouvu s Warner Bros. O rok později vydala album, kterým se odklonila od dosavadní hudby, šlo o směs rocku a soulu. V roce 1973 Patti LaBelle porodila syna jménem Zuri (dále pak má další 4, ale adoptované). Skupině se výrazněji dařilo až v roce 1974, kdy prorazila na vrchol žebříčku hitparád s písničkou „Lady Marmalade“, která pomohla jejich albu, kterého se prodalo přes 1 milion kopií. Přesto se skupina nedokázala v roce 1976 dohodnout na dalším působení, ani na tom jaký zvolí styl. Rozpadla se a Patti se vydala na sólovou dráhu. Neshody s manželem a rozpad skupiny zapříčinil to, že Patti dál psychicky nezvládala tlak a zhroutila se. Od té doby až do roku 2000 byl manažerem její manžel.

### Sólová kariéra
Patti LaBelle o rok později, v roce 1977 vydala sólové album, které napsala spolu se svým manželem. Deska, s tanečními songy a R&B baladami, zaznamenala obrovský úspěch. Její následující alba však nebyla tak úspěšná. I přes další změnu nahrávací společnosti v roce 1980 se jí nedařilo. V roce 1982 přijala roli na Broadwayi a vydala písničku „The Best Is Yet To Come“, jež se dostala do top 20 a přineslo jí to její první nominaci na Grammy v roce 1983. Další písnička „If Only You Knew“ také zaznamenala úspěch a dostala se dokonce do čela žebříčku a udržela se tam čtyři týdny. V té době vydala Patti ještě několik písní, které se do čela dostaly také.
V roce 1984 hrála ve filmu Příběh vojáka (A Soldier's Story). Kvůli jejímu vzhledu si jí vybral Steven Spielberg do filmu Purpurová barva (The Color Purple), roli však odmítla kvůli nahé scéně (polibku) s osobou stejného pohlaví. Později toho však litovala, protože její postava získala nominaci na Oscara. V témže roce vydala úspěšný song „New Attitude“ a „Stir It Up“, což byl soundtrack k filmu Policajt v Beverly Hills (Beverly Hills Cop).
V té době byla známá svým extravagantním vystupováním (šaty, vlasy a celkový vzhled). V roce 1986 vydala osmé album Winner In You a znovu se dostala do čela žebříčků. Z této desky pochází její hit s Michaelem McDonaldem „On My Own“ a deska se stala platinovou. Další deska Be Yourself (1988/1989) byla „pouze“ zlatá.
První Grammy získala až v roce 1991 Za nejlepší R&B vokální výkon (deska Burnin'). Díky tomu se deska stala její v pořadí už třetí zlatou deskou. V roce 1993 získala hvězdu na hollywoodském chodníku slávy. Další dvě desky v polovině 90. let byly taktéž zlaté. Druhou Grammy získala v roce 1998 za live koncert One Night Only!. V 90. letech vystupovala v situačních komediích a v roce 2003 měla svou lifestyle show Livin 'It Up with Patti LaBelle, která se vysílala po dobu tří let na stanici Tv One.
Oznámila rozvod se svým manželem (2000), jenž byl po dlouhou dobu jejím manažerem (pak se stal jejím manažerem její syn), v inspiraci vydala baladu „When Woman Loves“. Poté nemohla dlouho vydat album. Podařilo se jí to až v roce 2004. V roce 2006 vydala desku The Gospel According To Patti LaBelle.
V roce 2008 se sešla skupina Labelle a vydala novou desku Back to now. Skupina koncertovala a vystupovala v různých televizních show. Patti vydala řadu kuchařek pro diabetiky (1997 a 2006), jelikož ona sama je od roku 1992 diabetik, staly se z nich bestsellery.
Malý comeback zažila na Broadwayi, kam se v roce 2010 vrátila do muzikálu Fela (až do března 2011).
23. května 2011 vystoupila na závěrečné show Oprah Winfrey s písničkou „Somewhere Over the Rainbow“ s Joshem Grobanem. V současnosti[kdy?] pracuje na další desce.